# Teoria degli opposti estremismi
Teoria degli opposti estremismi  indica, in Italia, una teoria politica finalizzata a raggruppare le forze centriste al fine di isolare e marginalizzare i consensi nei confronti delle forze di destra e di sinistra. Questa strategia risale alla fine degli anni '40.
Lo slogan con cui essa veniva espressa fece molta presa nel linguaggio politologico dell'epoca e contribuì a mantenere, secondo il giudizio di alcuni osservatori, la coesione dell'elettorato moderato attorno ai partiti dell'area centrista.
Negli anni '70 si utilizzò la locuzione «opposti estremismi» per indicare nelle violenze commesse dai gruppi di estrema destra ed estrema sinistra, che a volte sconfinavano nel terrorismo, un metodo per rafforzare le forze centriste, da parte di settori deviati dello Stato, così da alimentare la cosiddetta strategia della tensione.

## Origini della teoria
L'espressione sembra già usata in occasione alle elezioni politiche del 1953.
La paternità in epoca successive dell'espressione, «teoria degli opposti estremismi», non del concetto di «Opposti Estremismi» che era preesistente, viene attribuita talvolta a Giuseppe Saragat, forse usata in occasione dell'omicidio dell'agente Antonio Annarumma a Milano (19 novembre 1969).
Tuttavia il più noto caso di uso ufficiale dell'espressione fu dell'allora prefetto di Milano, Libero Mazza che scrisse il 22 dicembre 1970 un rapporto al ministro dell'interno Franco Restivo, in seguito agli scontri in piazza di dieci giorni prima tra Movimento Studentesco e forze dell'ordine. Nel rapporto al suo superiore il prefetto Mazza faceva un resoconto della situazione, a suo avviso allarmante per l'ordine pubblico, che si stava creando a Milano. Nella sua relazione il prefetto faceva presente che dalle due parti estreme dello schieramento politico, gli opposti estremismi, stava emergendo un clima di violenza pericolosa per l'ordine pubblico, attribuendo maggiore forza numerica alle organizzazioni della sinistra extraparlamentare, facendo anche accenno al gruppo che stava costituendo le Brigate Rosse.
Il «rapporto Mazza» fu pubblicato dai giornali il 16 aprile 1971. L'aver evidenziato che i rischi per l'ordine pubblico provenivano non solo dalle organizzazioni neofasciste di estrema destra, ma anche da quelle di estrema sinistra, attirò pesanti critiche e contestazioni da parte della stampa e dei politici di sinistra.
Eugenio Scalfari, futuro fondatore del quotidiano la Repubblica e allora deputato socialista, sostenne che il prefetto Mazza era «uno sciocco, che non capisce quanto accade, o un fazioso che non vuole capire» e presentò un'interrogazione parlamentare. Un altro esponente socialista, Riccardo Lombardi definì invece la teoria degli opposti estremisti come «espressione di rozzezza culturale».

Paese Sera (quotidiano vicino al PCI) auspicò inoltre una rimozione di Mazza dal ruolo di prefetto a Milano.

Libero Mazza fu riconsiderato anni dopo, quando l'allarme terrorismo si concretizzò e la locuzione «opposti estremismi» fu accettata e utilizzata da buona parte dell'opinione pubblica.

## Politica
All'inizio degli anni settanta l'insieme dei partiti di area governativa comprendeva, in ordine di peso elettorale, la Democrazia Cristiana, il Partito Socialista Italiano, il Partito Socialista Democratico Italiano, il Partito Liberale Italiano, il Partito Repubblicano Italiano: tale blocco costituiva il pentapartito.
Questi partiti governarono l'Italia dal 1947 al 1992, con l'uscita o l'entrata nell'alleanza di uno o più, rimanendo la Democrazia Cristiana sempre il blocco principale.
Lo slogan ebbe l'effetto di rinsaldare i legami psicologici tra di loro, chiamandoli secondo loro «ad unirsi in difesa della democrazia minacciata dai due gruppi opposti di destra e sinistra», considerati un pericolo per la democrazia e per la libertà.

## Estremismo politico
L'espressione letterale fu ripresa alla fine degli anni sessanta con un significato alquanto diverso, connesso all'estremismo di destra e di sinistra.
Con questa locuzione si indicò alla fine degli anni sessanta una particolare situazione politica italiana in cui gruppi extraparlamentari, genericamente di destra e di sinistra, si scontravano tra loro o avversavano le istituzioni dello Stato creando fatalmente i presupposti per l'insorgenza del terrorismo di matrice politica.
La lettura data dai partiti di governo, analogamente a quanto già fatto in senso politico, era evidentemente indirizzata all'elettorato, con il fine di non far mancare il sostegno alle forze moderate e centriste e ponendo come giustificazione il mantenimento dell'ordine pubblico e della stabilità politica.
La lettura contrapposta era detta «strategia della tensione» e sosteneva che, invece, i movimenti di destra agivano con lo scopo di portare a una svolta autoritaria: inoltre, la loro azione di destabilizzazione, effettuata tramite ampie stragi con alto numero di vittime e risonanza mediatica, avrebbe reso possibile l'emanazione di leggi repressive per fermare gli scioperi e le lotte operaie che caratterizzarono quegli anni.